# Ordinateur personnel ultramobile

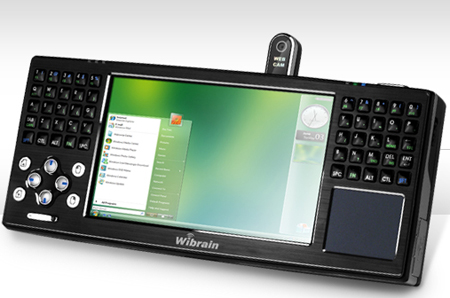
L'UMPC Wibrain B1 est un UMPC basé sur la plate-forme VIA Ultra Mobility, doté d'un processeur VIA C7-M à 1,2 GHz, 1go de ram, d'un écran tactile de 4,8", d'un pouce divisé, d'un pavé tactile et d'une webcam.

Un ordinateur personnel ultramobile ou PC ultramobile (en anglais,  ultra mobile PC ou UMPC) est une version miniature d'un ordinateur de poche, une classe d'ordinateurs portables dont les spécifications ont été lancées par Microsoft et Intel au printemps 2006. Sony avait déjà fait une première tentative dans ce sens en 2004 avec sa Vaio série U, qui n'était malheureusement vendue qu'en Asie. Les UMPC sont généralement plus petits que les ultraportables, ont un écran TFT mesurant (en diagonale) environ 12,7 à 17,8 centimètres (5,0 à 7,0 pouces), fonctionnent comme des tablettes PC à l'aide d'un écran tactile ou d'un stylet, et peuvent également avoir un clavier physique. Il n'y a pas de frontière claire entre les ultraportables et les PC ultramobile, mais les UMPC ont généralement des facteurs de forme autres que la conception commune des ordinateurs portables à clapet, comme des petites touches de chaque côté de l'écran ou un clavier coulissant. Ils sont proches des smartphones, mais tournant sous Windows ou Linux.
Il était à l'époque l'ancêtre des portables à bas prix, les netbooks.
Microsoft avait conçu le projet Origami avec Samsung.